# Betty Löwenhielm
Elisabet (Betty) Charlotta Löwenhielm, född Ehrencrona 1801, död 1888, var en svensk pedagog och översättare. Hon var föreståndare vid Wallinska skolan i Stockholm 1831–1836. 
Hon var gift med prästen och pedagogen Severin Löwenhielm. Hon blev änka 1826. Fem år senare blev hon tack vare sin svåger August von Hartmansdorff den då nyligen grundade Wallinska skolans första föreståndare. Hon var också verksam som översättare. Tre brev till henne från E G Geijer finns i UUB.